# Stanĕkita
La stanĕkita és un mineral de la classe dels fosfats, que pertany al grup de la wagnerita. Va ser aprovada com a espècie vàlida per l'Associació Mineralògica Internacional l'any 1994. Rep el seu nom de Josef Stanek (1928-), professor de mineralogia de la Universitat Masaryk de Brno, a la República Txeca, un especialista en minerals fosfats.

## Característiques
La stanĕkita és un fosfat de fórmula química Fe3+Mn2+O(PO₄). La seva duresa a l'escala de Mohs oscil·la entre 4 i 5.
Segons la classificació de Nickel-Strunz, la stanĕkita pertany a «08.BA: Fosfats, etc. amb anions addicionals, sense H₂O, només amb cations de mida mitjana, (OH, etc.):RO₄ sobre 1:1» juntament amb els següents minerals: ambligonita, montebrasita, tavorita, triplita, zwieselita, sarkinita, triploidita, wagnerita, wolfeïta, joosteïta, hidroxilwagnerita, arsenowagnerita, holtedahlita, satterlyita, althausita, adamita, eveïta, libethenita, olivenita, zincolibethenita, zincolivenita, auriacusita, paradamita, tarbuttita, barbosalita, hentschelita, latzulita, scorzalita, wilhelmkleinita, trol·leïta, namibita, fosfoel·lenbergerita, urusovita, theoparacelsita, turanita, stoiberita, fingerita, averievita, lipscombita, richel·lita i zinclipscombita.

## Formació i jaciments
Va ser descoberta a la pegmatita Clementine II, al districte de Karibib, a la regió d'Erongo, Namíbia. També ha estat descrita a l'Argentina, al Brasil, a Itàlia, a Polònia, a Ruanda, a Espanya, a Suïssa i a França, on es troba l'únic indret on ha estat descrita als territoris de parla catalana, el camp de pegmatites de Cotlliure, als Pirineus Orientals (Occitània).